# Tom Vek
Thomas Timothy Vernon-Kell (Londres, 10 de mayo de 1981), más conocido por su nombre artístico Tom Vek, es un músico multinstrumentista autodidacto inglés.

## Carrera
Nació en Hounslow, Londres, Reino Unido, el 10 de mayo de 1981. Firmó con el pequeño sello Tummy Touch Records en 2001, después de haber pasado los ocho años anteriores escribiendo y grabando en el garaje de sus padres.
El álbum debut de Vek, We Have Sound, se grabó mientras terminaba sus estudios de diseño gráfico. El álbum se terminó a mediados de 2004, pero no se publicó hasta 2005, cuando Island Records lo licenció a través de Go! Beat Records. Posteriormente, Universal Records licenció el disco a Startime International para su lanzamiento en Norteamérica.

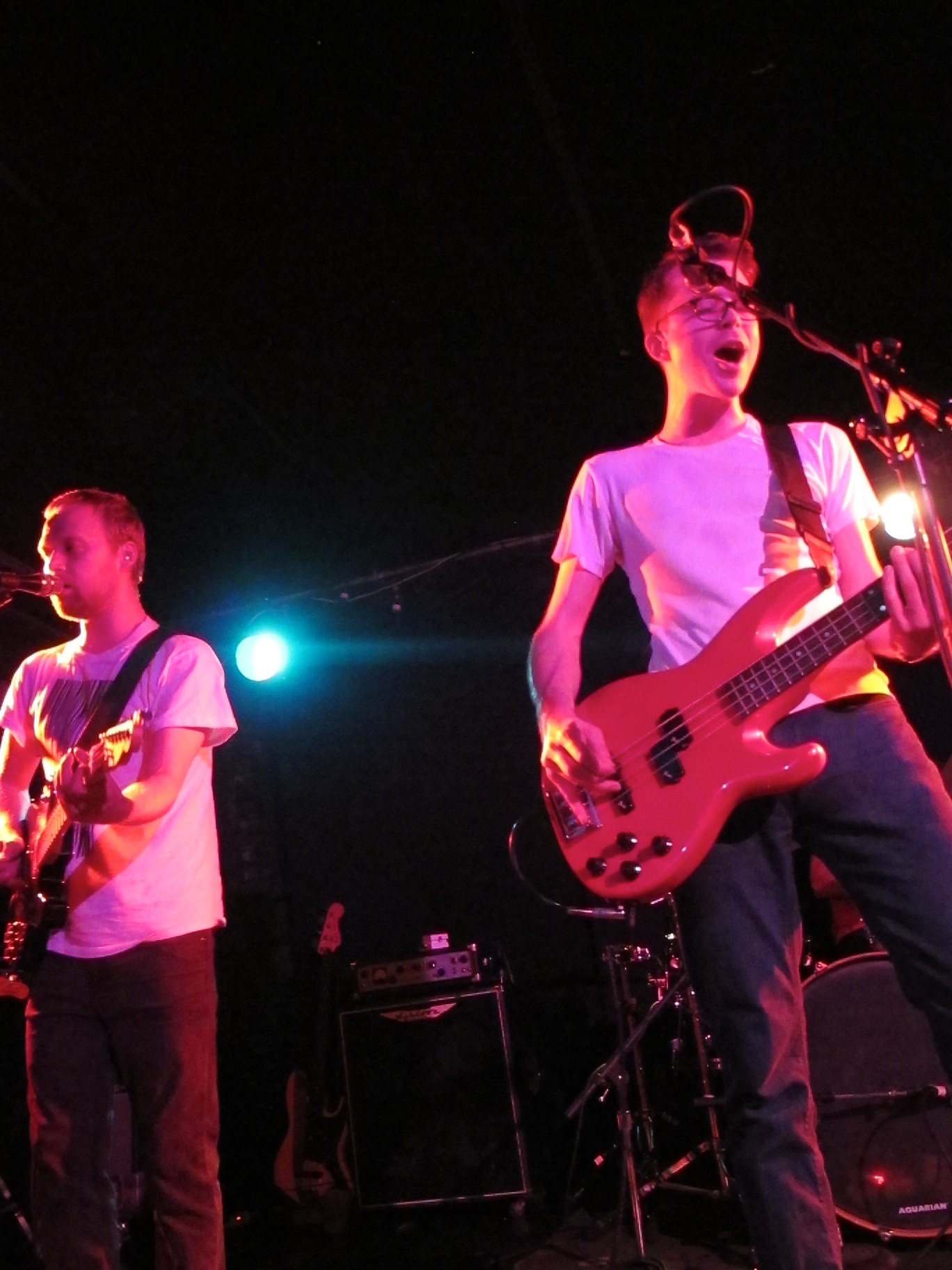
Tom Vek tocando durante un concierto.

Vek hizo una aparición especial en el programa de televisión The OC, donde realizó un concierto en el local ‘The Bait Shop’; el episodio de la tercera temporada 'The Road Warrior' presentó su canción “I Ain't Saying My Goodbyes”. También contribuyó a la banda sonora de Grand Theft Auto IV, con “One Horse Race”, que fue el lado B de su sencillo, “Nothing but Green Lights”.
Vek lanzó su segundo álbum, Leisure Seizure, en 2011 después de una ausencia de seis años de la industria musical. El primer sencillo del álbum, "A Chore”, tuvo su debut en Radio 1 en el programa de Zane Lowe el 18 de abril de ese año. En 2012, su canción “Aroused” del álbum apareció en la banda sonora de Forza Horizon. También en 2011, fue vocalista invitado en la pista del álbum y sencillo, “Warning Call”, en The Less You Know, the Better de DJ Shadow.En 2012, su canción “Aroused” del álbum apareció en la banda sonora de Forza Horizon. También en 2011, fue vocalista invitado en la pista del álbum y sencillo, “Warning Call”, en The Less You Know, the Better de DJ Shadow.
El 11 de abril de 2014, Vek anunció su tercer álbum, Luck, junto con el lanzamiento del primer sencillo del álbum, 'Sherman (Animals in the Jungle)'. Luck finalmente se lanzó en junio de 2014 con críticas mixtas. NME dijo sobre el álbum "Hay destellos de brillantez, pero el tercer álbum del cantante falla demasiado a menudo”, mientras que The Guardian fue más favorable, describiéndolo como “deliciosamente impredecible”.
El 12 de noviembre de 2020, Vek anunció su cuarto álbum, New Symbols, y Sleevenote, un dispositivo de reproducción de música que él diseñó.
El 8 de agosto de 2022, Vek lanzó Newer Symbols, una "revisión completa” de New Symbols. Cada pista de Newer Symbols comparte su nombre con una pista de New Symbols, con la palabra “new” agregada. Vek también puso a disposición un NFT para cada pista.

## Discografía

### Álbumes de estudio
| Año  | Título | Posiciones pico |
| Año  | Título | UK              |
| ---- | --- | --------------- |
| 2005 | We Have Sound - Fecha de lanzamiento: 4 de abril de 2005 - Sello: Tummy Touch/Go! Beat Records                         | 73              |
| 2011 | Leisure Seizure - Fecha de lanzamiento: 6 de junio de 2011 - Sello: Island Records                                     | 79              |
| 2014 | Luck - Fecha de lanzamiento: 9 de junio de 2014 - Sello: Moshi Moshi Records                                           | -               |
| 2015 | We Have Sound (Edición de décimo aniversario) - Fecha de lanzamiento: 10 de julio de 2015 - Sello: Tummy Touch Records | -               |
| 2020 | New Symbols - Fecha de lanzamiento: 12 de noviembre de 2020 - Sello: Moshi Moshi Records                               | -               |
| 2022 | Newer Symbols - Fecha de lanzamiento: 8 de agosto de 2022 - Sello: Moshi Moshi Records                                 | -               |

### EPs
| Year | Title |
| ---- | --- |
| 2005 | Live from London - Fecha de lanzamiento: 7 de junio de 2005 - Grabado: 31 de mayo de 2005 - Formato: Descarga digital (iTunes) |

### Sencillos
| Año  | Título | Posiciones pico | Album           |
| Año  | Título | UK              | Album           |
| ---- | --- | --------------- | --------------- |
| 2004 | "If I Had Changed My Mind" - Fecha de lanzamiento: 3 de mayo de 2004 - Formatos: 7"                                                               | —               | We Have Sound   |
| 2004 | "If I Had Changed My Mind Remix"/"Your Love Is Gum" - Split single with Coco Electrik - Fecha de lanzamiento: 25 de junio de 2004 - Formatos: 12" | —               | —               |
| 2004 | "If You Want" - Fecha de lanzamiento: 1 de noviembre de 2004 - Formatos: CD, 7", 12"                                                              | 90              | We Have Sound   |
| 2005 | "I Ain't Saying My Goodbyes" - Fecha de lanzamiento: 21 de marzo de 2005 - Formatos: CD, 7", 12"                                                  | 45              | We Have Sound   |
| 2005 | "C-C (You Set The Fire in Me)" - Fecha de lanzamiento: 20 de junio de 2005 - Formatos: CD, 2x7"                                                   | 60              | We Have Sound   |
| 2005 | "Nothing But Green Lights" - Fecha de lanzamiento: 24 de octubre de 2005 - Formatos: CD, 7", 12"                                                  | 59              | We Have Sound   |
| 2011 | "A Chore" - Fecha de lanzamiento: 18 de abrl de 2011 - Formatos: Descarga digital (iTunes)                                                        | —               | Leisure Seizure |
| 2011 | "Someone Loves You" - Fecha de lanzamiento: Noviembre de 2011 - Formatos: Descarga digital (iTunes)                                               | —               | Leisure Seizure |
| 2012 | "You'll Stay" - Fecha de lanzamiento: 27 de abril de 2012 - Formatos: Descarga digital (iTunes)                                                   | —               | —               |
| 2014 | "Sherman (Animals in the Jungle)" - Fecha de lanzamiento: 11 de abril de 2014 - Formatos: Descarga digital (iTunes)                               | —               | Tom Vek - Luck  |